# جسر بنيسيا-مارتينز

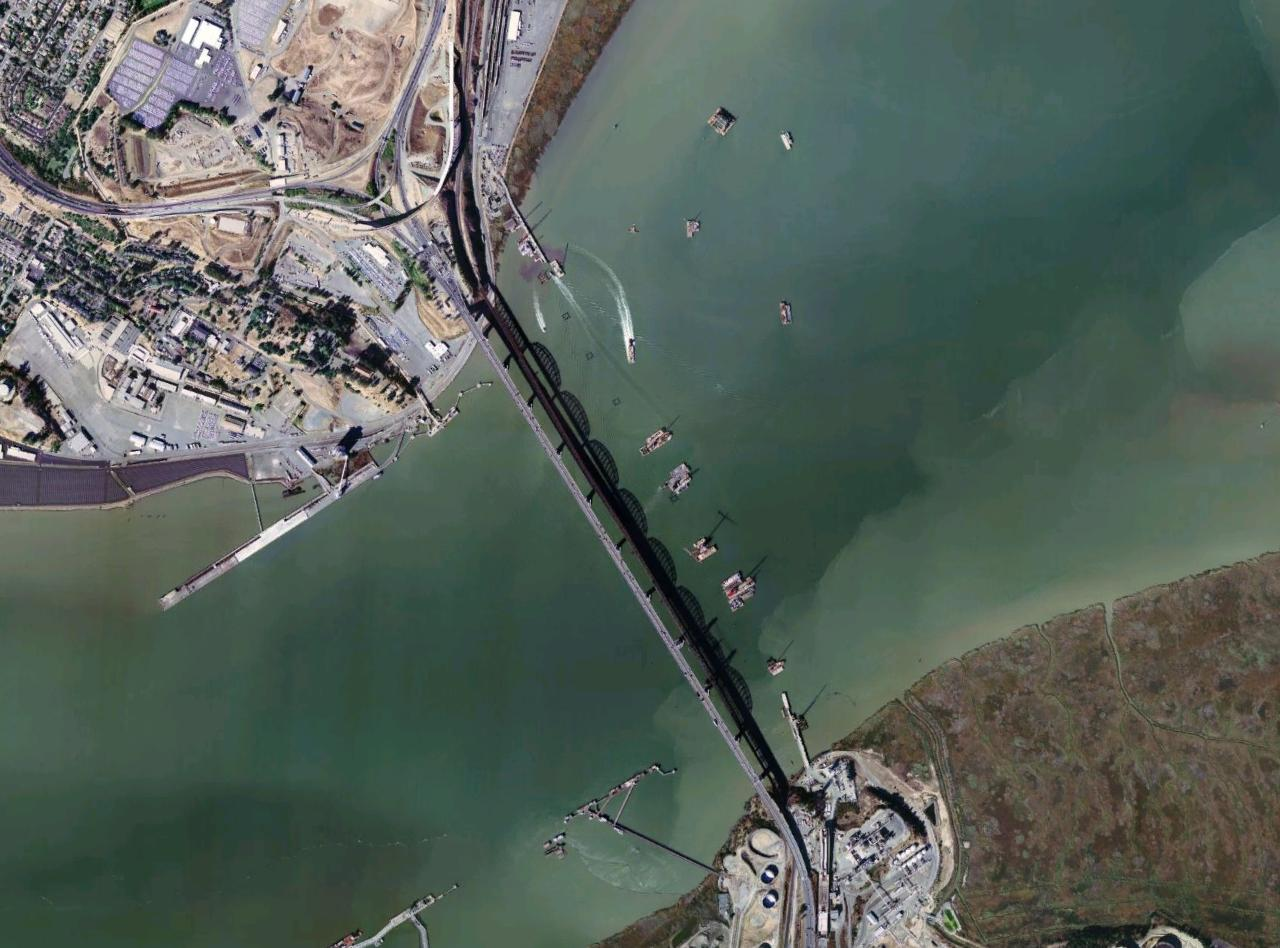
صورة جوّيّة لجسر بنيسيا-مارتينز

جسر بِنِيسِيَا-مَارْتِينَز جسر يقع في خليج سان فرانسيسكو بالولايات المتحدة الأمريكية، وهو يصل بين مدينتي بنيسيا ومارتينز.